# Оклопна кола
Оклопна кола или оклопни аутомобил (енг. armoured car, франц. auto blinde, нем. Panzerspahwagen рус. броневои автомобил) је лако оклопљено и наоружано моторно возило на точковима.

## До Првог светског рата
Појава аутоматског оружја крајем 19. века учинила је коњицу сувише рањивом на бојишту и изазавала је потребу за мање рањивим борбеним возилима, која би посаду сачувала од губитака. Оклопни аутомобили први пут су примењени 1901. у Бурском рату од британске војске, а 1902. и од Француза у Мароку. То су били обични камиони, оклопљени танким (3-4 mm), вертикално причвршћеним челичним плочама, наоружани митраљезом. Француски оклопни аутомобили убрзо су снабдевени обртном куполом и коришћени су у Руско-Јапанском рату 1904-1905. Оклоп је пружао заштиту од пушчаних и митраљеских зрна, а кретање је било могућно само по добрим путевима. Убрзо је почела производња оклопних аутомобила у другим државама, са погоном на сва 4 точка, пуним гумама, обртном куполом и оклопом од 6-9 mm : до Првог светског рата појавили су се аустријски оклопни аутомобил Даимлер, британски Хочкис и белгијски Минерва. 

## У Првом светском рату
У првом светском рату рововско ратовање свело је употребу оклопних кола само на извиђање, а коришћени су нешто више на Источном фронту и у руском грађанском рату и совјетско-пољском рату 1918-1920. 

## Између два рата
Између два рата, општи развој технике и појава механизованих и оклопних јединица убрзали су развој и производњу оклопних аутомобила: 
- уведене су пнеуматичне гуме,
- повећана снага мотора на 10-15 hp по тони и повећана брзина на 60-90 km/h на путу,
- повећана покретљивост ван друма повећањем броја осовина (3—4) и
- уведени су радио-пријемници. [1]

Делили су се на лаке (до 4 тоне) и тешке (преко 4 тоне).

## У Другом светском рату
У Другом светском рату, оклопни аутомобили коришћени су само у фази Муњевитог рата 1939-1940. у Пољској и Француској, у почетној фази Операције Барбароса 1941. и током читавог рата у Северној Африци. 

## После Другог светског рата
Због слабости уочене у рату, након Другог светског рата настаје застој у развоју и производњи оклопних кола, чију улогу углавном преузимају оклопни транспотрери.